# Honest Ahanor
Honest Ahanor (Aversa, Caserta, 23 de febrero de 2008) es un futbolista italiano de ascendencia nigeriana. Juega de defensa central o lateral izquierdo y su equipo actual es el Atalanta Bergamasca Calcio de la Serie A, máxima categoría del fútbol italiano.

## Trayectoria
A sus 5 años comenzó a jugar en las divisiones infantiles de Genoa, realizó su formación como futbolista con los zeneizes y escaló en las diferentes categorías.
El 12 de septiembre de 2024 firmó su primer contrato profesional, por lo máximo permitido para un menor de edad, hasta 2027. Unas semanas después debutó como profesional, el 28 de septiembre, el entrenador Alberto Gilardino lo colocó de titular para enfrentar a Juventus pero perdieron 0-3 en el Estadio Luigi Ferraris. Disputó su primer encuentro oficial con 16 años y la camiseta número 69, fue el primer jugador categoría 2008 en jugar la Serie A.
En su temporada de estreno disputó 6 partidos, de los cuales fue titular en 3, Genoa culminó el campeonato en decimotercera posición.
El 4 de julio de 2025 fue anunciado su fichaje por Atalanta. Tuvo su debut en un partido de práctica contra la sub-23 del club el 26 de julio, ingresó en el segundo tiempo y ganaron 1-0.

## Estadísticas
Actualizado al último partido citado el 24 de mayo de 2025.
| Club                    | Div.          | Temporada     | Liga  | Liga  | Liga   | Copas nacionales | Copas nacionales | Copas nacionales | Copas internacionales | Copas internacionales | Copas internacionales | Total | Total | Total  |
| Club                    | Div.          | Temporada     | Part. | Goles | Asist. | Part.            | Goles            | Asist.           | Part.                 | Goles                 | Asist.                | Part. | Goles | Asist. |
| ----------------------- | ------------- | ------------- | ----- | ----- | ------ | ---------------- | ---------------- | ---------------- | --------------------- | --------------------- | --------------------- | ----- | ----- | ------ |
| Genoa C. F. C. · Italia | 1.ª           | 2024-25       | 6     | 0     | 1      | 0                | 0                | 0                | —                     | —                     | —                     | 6     | 0     | 1      |
| Genoa C. F. C. · Italia | Total club    | Total club    | 6     | 0     | 1      | 0                | 0                | 0                | 0                     | 0                     | 0                     | 6     | 0     | 1      |
| Atalanta B. C. · Italia | 1.ª           | 2025-26       | 0     | 0     | 0      | 0                | 0                | 0                | 0                     | 0                     | 0                     | 0     | 0     | 0      |
| Atalanta B. C. · Italia | Total club    | Total club    | 0     | 0     | 0      | 0                | 0                | 0                | 0                     | 0                     | 0                     | 0     | 0     | 0      |
| Total carrera           | Total carrera | Total carrera | 6     | 0     | 1      | 0                | 0                | 0                | 0                     | 0                     | 0                     | 6     | 0     | 1      |
| 1.                      |               |               |       |       |        |                  |                  |                  |                       |                       |                       |       |       |        |